# HD 134323
HD 134323，又名BD+13 2901，SAO 101403、HR 5639，是一颗恒星，视星等为6.1，位于銀經16.44，銀緯55.04，其B1900.0坐标为赤經15h 4m 9.6s，赤緯+13° 55.04′ 56″。